# Natalja Łazarienko
Natalja Łazarienko (ros. Наталья Лазаренко; ur. 5 lutego 1971) – rosyjska zapaśniczka walcząca w stylu wolnym. Brązowa medalistka mistrzostw świata w 1995; piąta w 1994. Mistrzyni Europy w  1993 roku.